# Miroslav Janota (fotbalista)
Miroslav Janota (* 12. října 1969) je bývalý český fotbalista, obránce.

## Fotbalová kariéra
V české lize hrál za FC Viktoria Plzeň. V české lize nastoupil ve 140 utkáních a dal 6 gólů. Kariéru končil v Německu v KFC Uerdingen 05 a ZFC Meuselwitz.

## Ligová bilance
| Ročník                          | Zápasy | Góly | Klub              |
| ------------------------------- | ------ | ---- | ----------------- |
| 1. česká fotbalová liga 1993/94 | 28     | 0    | FC Viktoria Plzeň |
| 1. česká fotbalová liga 1994/95 | 22     | 0    | FC Viktoria Plzeň |
| 1. česká fotbalová liga 1995/96 | 28     | 0    | FC Viktoria Plzeň |
| 1. česká fotbalová liga 1996/97 | 26     | 1    | FC Viktoria Plzeň |
| 1. Gambrinus liga 1997/98       | 23     | 4    | FC Viktoria Plzeň |
| 1. Gambrinus liga 1998/99       | 13     | 1    | FC Viktoria Plzeň |
| CELKEM                          | 140    | 6    |                   |